# عبد اللطيف الشريف
عبد اللطيف الشريف، (1937 - 2 يوليو 2017)  هو رجل أعمال مصري وصاحب مجموعة الشريف للأعمال، إحدى شركات توظيف الأموال، وسبق اتهامه في قضايا توظيف أموال.

## علاقته بالإخوان المسلمين
في يوليو 2011، نفى الشريف في برنامج بكرة أحلى الذي يقدمه عمرو خالد على القناة الثانية بالتلفزيون المصرى تمويله لجماعة الإخوان المسلمين، معللا ذلك بأن الإخوان لا يحتاجون له ماديا، لأن لديهم مصادر خاصة على الرغم من تأييده لدعوتهم، ومشاركته لخيرت الشاطر القيادى بالجماعة في عدة شركات تجارية.

## علاقاته بمبارك
وعن علاقته بالرئيس السابق حسني مبارك، قال الشريف إنه كان على علاقة جيدة به لفترة، إلا أن الغيرة التي أصابت مبارك حينما زار معارض الشريف تسببت في قلب الآية عليه، وتعرض الثانى لحرب شرسة من رموز النظام الفاسد وقتها الذين طالبوا مقاسمته في «لقمة عيشه»، وإجباره على إدخال علاء السيد وليلى الغار المحبوسين على ذمة قضايا كسب غير مشروع الآن كشركاء له في المجموعة.

## قصة سفره للخارج
تحدث الشريف عن حقيقة هروبه مع أشرف السعد وأحمد الريان إلى أوروبا بعد اتهامهم في قضايا توظيف الأموال، قائلا: «لم نهرب يوما ولكننا سافرنا إلى الخارج، ولو أردت الهروب لكنت قبلت الجنسية السويسرية حين عرضت على، ولكني رفضت بسبب شعوري بأننى لم أفعل شيئا أهرب منه».
وأوضح الشريف أن الحكومة السابقة استولت على أمواله وأموال المدعين، حيث سدد للأجهزة المسؤولة حينها قيمة الإيداعات بالكامل، واستدل على ذلك بمستند براءة الذمة الذي حصل عليه.
وعن تجربة السجن في سجن مزرعة طره، قال إنه دخل هناك بدون تهمة معروفة، وأشار إلى وجه الشبه بينه وبين الرئيس السابق حسنى مبارك قائلا: «ظلمنى.. فسجنت في طره وسجن هو وأولاده في نفس السجن، نهب أموالى.. فجاء يوم اتهمه كل المصريين بنهب أموالهم، طردنى من بيتى وبلدى وكذلك تم طرده.. وهذا هو عدل الله».

## علاقته بصالح كامل
وعند سؤال الشريف" عن علاقته بالشيخ صالح كامل رجل الأعمال السعودى، وذكر اسمه في قضية توظيف الأموال تحدث قائلا: "عرض الشيخ صالح على الحكومة المصرية تسديد كافة مبالغ المودعين، وأخذ الإيداع لحسابه بهدف الإفراج عنى، ولكن الحكومة كانت في انتظارى هنا للقبض على بدون تهمة ليتكتموا على الخبر، وعندما علم "صالح" بذلك تراجع عن موقفه".

## رأيه في الثورة المصرية
وقال إن هؤلاء الشباب «عايزين يهتفوا ومش عايز يشتغلوا، وأقصى حاجة ممكن يعملوها وقفة احتجاجية أو إضراب أو مشاجرة؛ لكن اللي عايز يشتغل بيشتغل ويشقى بجد، وما فيش نجاح من غير شقا»؛ على حد قوله في برنامج «بكره أحلى» الذي يقدمه الداعية عمرو خالد على القناة الثانية بالتليفزيون المصري